# Methicula dimidiata
Methicula dimidiata är en skalbaggsart som beskrevs av Chemsak och Linsley 1971. Methicula dimidiata ingår i släktet Methicula och familjen långhorningar. Inga underarter finns listade i Catalogue of Life.